# Dendrobium mayandyi
Dendrobium mayandyi là một loài thực vật có hoa trong họ Lan. Loài này được T.M.Reeve & Renz mô tả khoa học đầu tiên năm 1981.